# حاجی‌علی (اردهان)
حاجی‌علی (به ترکی استانبولی: Hacıali، به ارمنی: Ալի) یک منطقهٔ مسکونی در ترکیه است که در اردهان واقع شده‌است.